# Samuel Jones
Pour les articles homonymes, voir Sam Jones, Samuel Jones (homonymie) et Jones.
Samuel "Sam" Symington Jones (né le 16 janvier 1880 - mort le 13 avril 1954) est un athlète américain spécialiste du saut en hauteur.
Étudiant à l'Université de New York, il remporte les Championnats de l'Amateur Athletic Union en 1901, 1903 et 1904. Sélectionné pour les Jeux olympiques de 1904, à Saint-Louis, Sam Jones décroche la médaille d'or du concours du saut en hauteur après avoir franchi une barre à 1,80 m. Il devance son compatriote Garret Serviss et l'Allemand Paul Weinstein.

## Palmarès
| Date | Compétition     | Lieu        | Résultat | Performance |
| ---- | --------------- | ----------- | -------- | ----------- |
| 1904 | Jeux olympiques | Saint-Louis | 1er      | 1,803 m     |